# Дьенвиль
Дьенви́ль (фр. Dienville) — коммуна во Франции, находится в регионе Шампань — Арденны. Департамент — Об. Входит в состав кантона Бриен-ле-Шато. Округ коммуны — Бар-сюр-Об.
Код INSEE коммуны — 10123.
Коммуна расположена приблизительно в 170 км к востоку от Парижа, в 70 км южнее Шалон-ан-Шампани, в 35 км к востоку от Труа.

## Население
Население коммуны на 2008 год составляло 809 человек.
| 1962 | 1968 | 1975 | 1982 | 1990 | 1999 | 2008 |
| ---- | ---- | ---- | ---- | ---- | ---- | ---- |
| 844  | 844  | 812  | 781  | 796  | 747  | 809  |

## Экономика
В 2007 году среди 504 человек в трудоспособном возрасте (15—64 лет) 372 были экономически активными, 132 — неактивными (показатель активности — 73,8 %, в 1999 году было 73,3 %). Из 372 активных работали 339 человек (173 мужчины и 166 женщин), безработных было 33 (17 мужчин и 16 женщин). Среди 132 неактивных 29 человек были учениками или студентами, 62 — пенсионерами, 41 были неактивными по другим причинам.

## Достопримечательности
- Церковь Сен-Кантен (XVI век). Памятник истории с 1907 года[3]
- Кладбище (XVIII век). Памятник истории с 1980 года[4]

## Фотогалерея

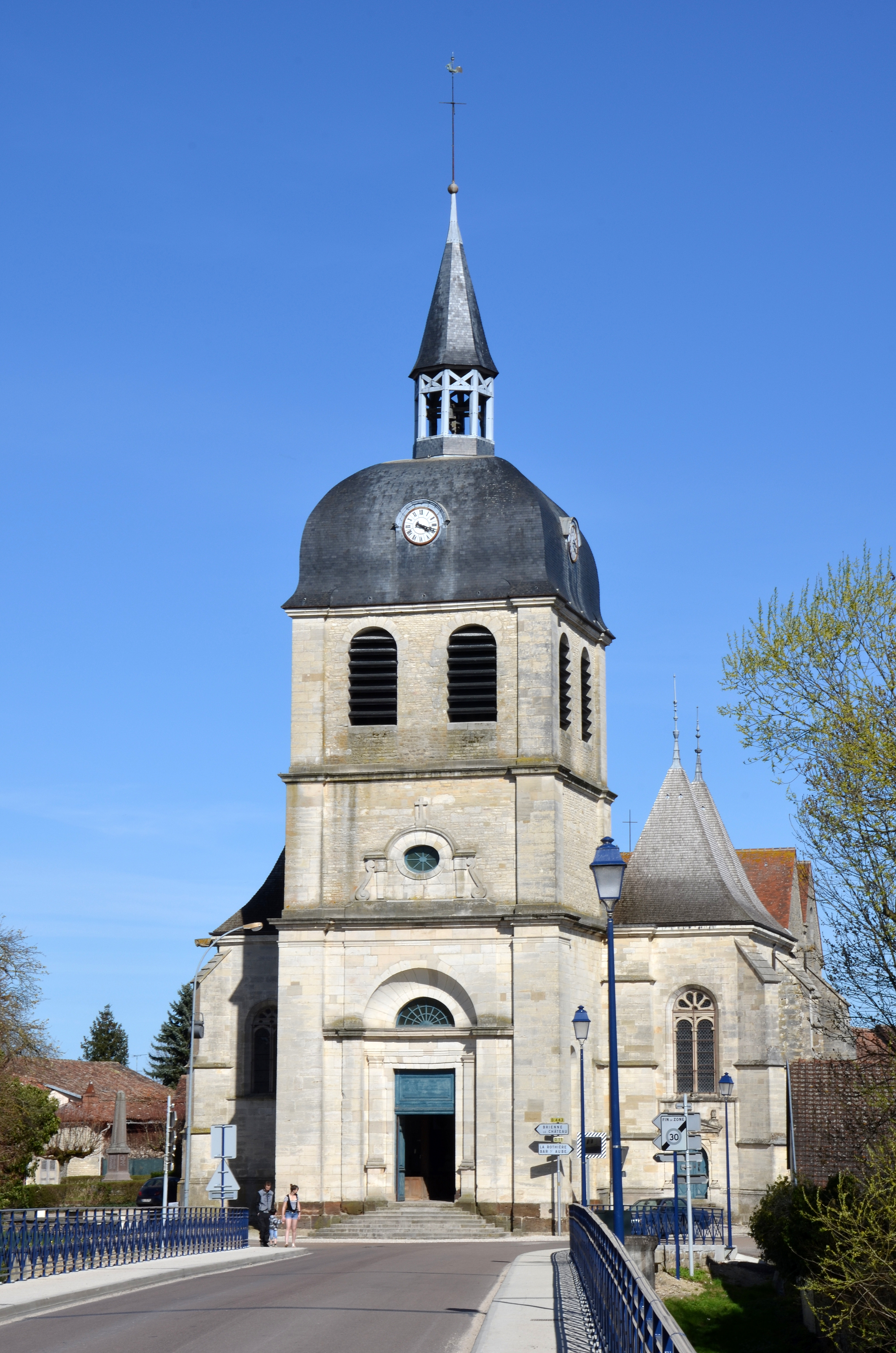
Церковь Сен-Кантен
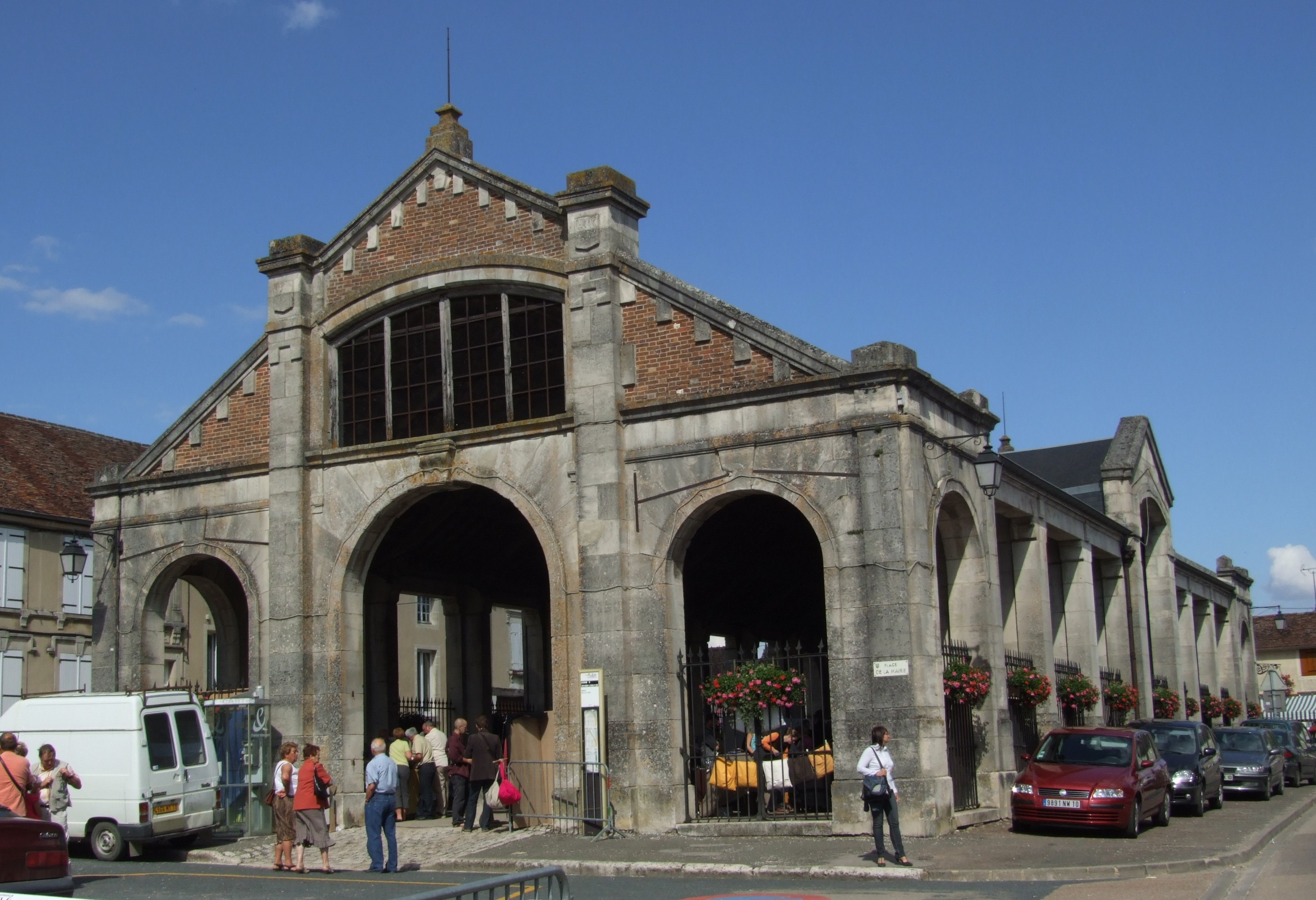
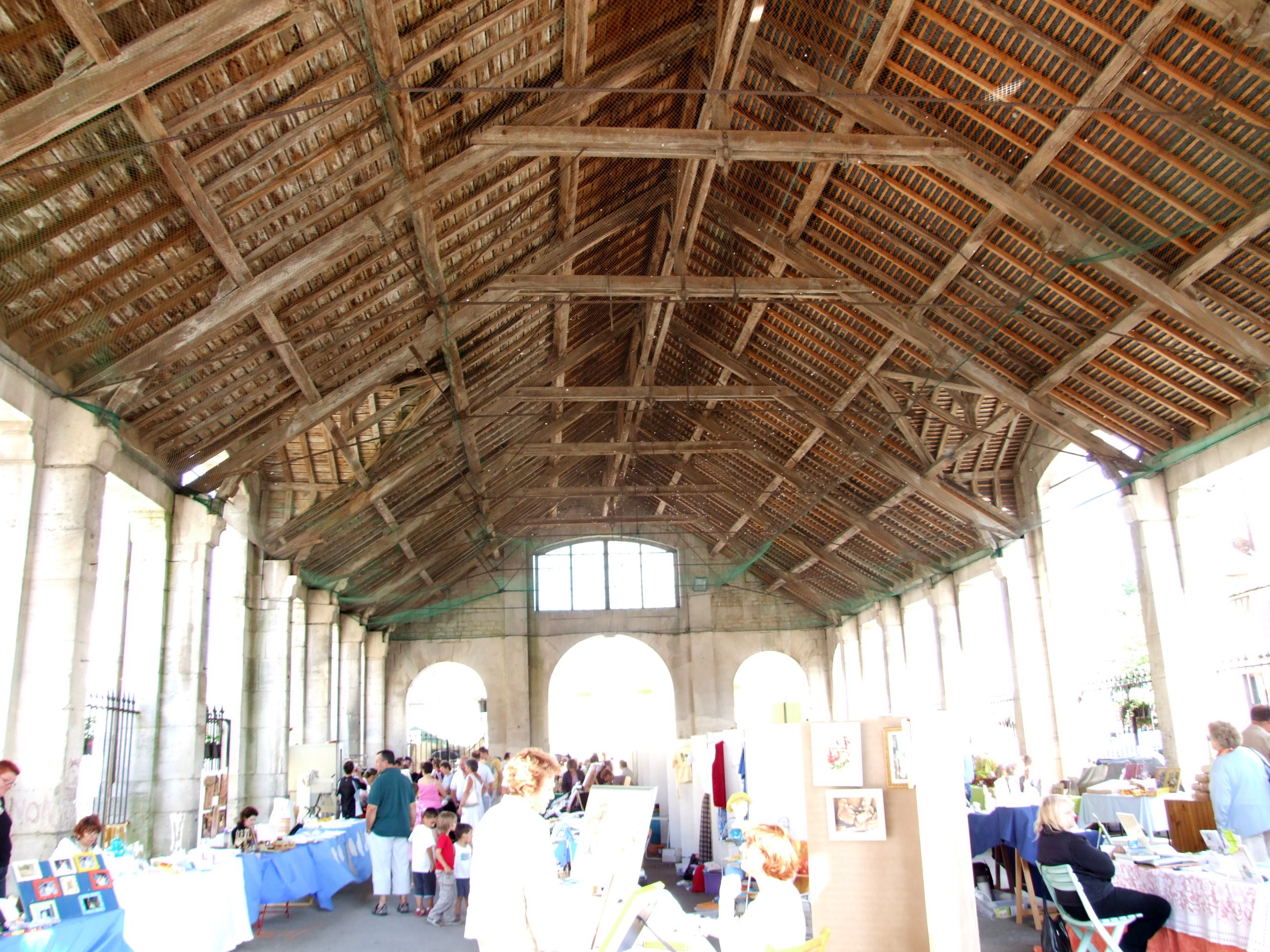
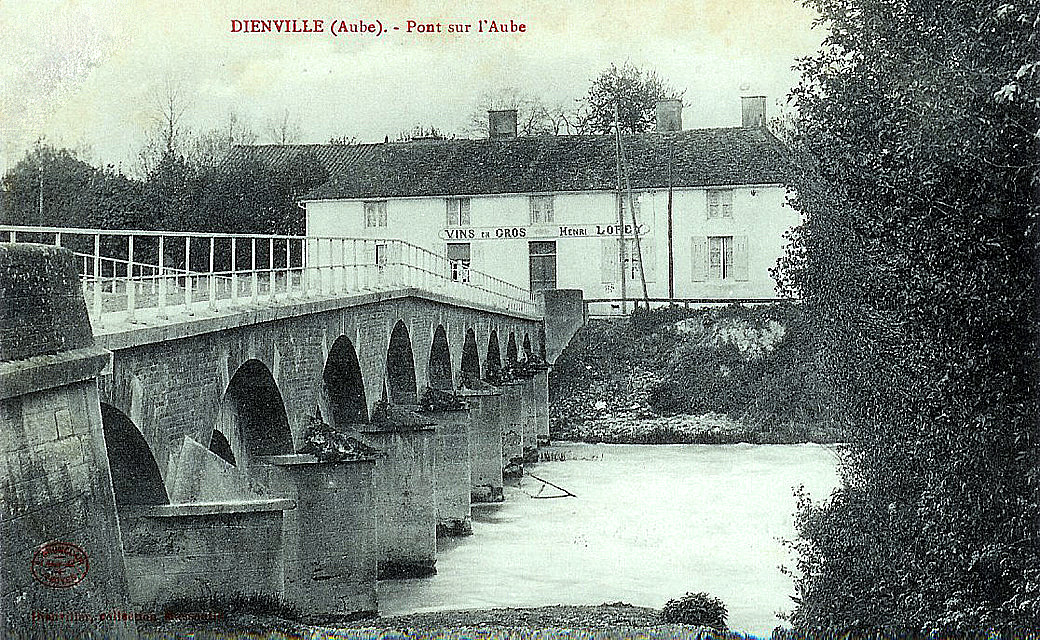
Мост через реку Об